# Arcy-Sainte-Restitue
Arcy-Sainte-Restitue è un comune francese di 448 abitanti situato nel dipartimento dell'Aisne della regione dell'Alta Francia.

## Società

### Evoluzione demografica
Abitanti censiti

## Storia
Scavi effettuati nel XIX secolo in un terreno sabbioso hanno portato alla luce un importante cimitero con circa 25000 tombe. Una spada da parata vi è stata posta in evidenza. Essa è stata rianalizzata nel 1988. Si tratterebbe della spada di un capo merovingio contemporaneo di Clodoveo I. Vi sarebbe la traduzione archeologica della progressione delle armi franche da Tournai a Parigi dopo il 486 e l'installazione di un nuovo potere merovingio.
Arcy non era lontana da Soissons, ove risiedeva Siagrio, comandante dell'ultimo esercito romano di Gallia.

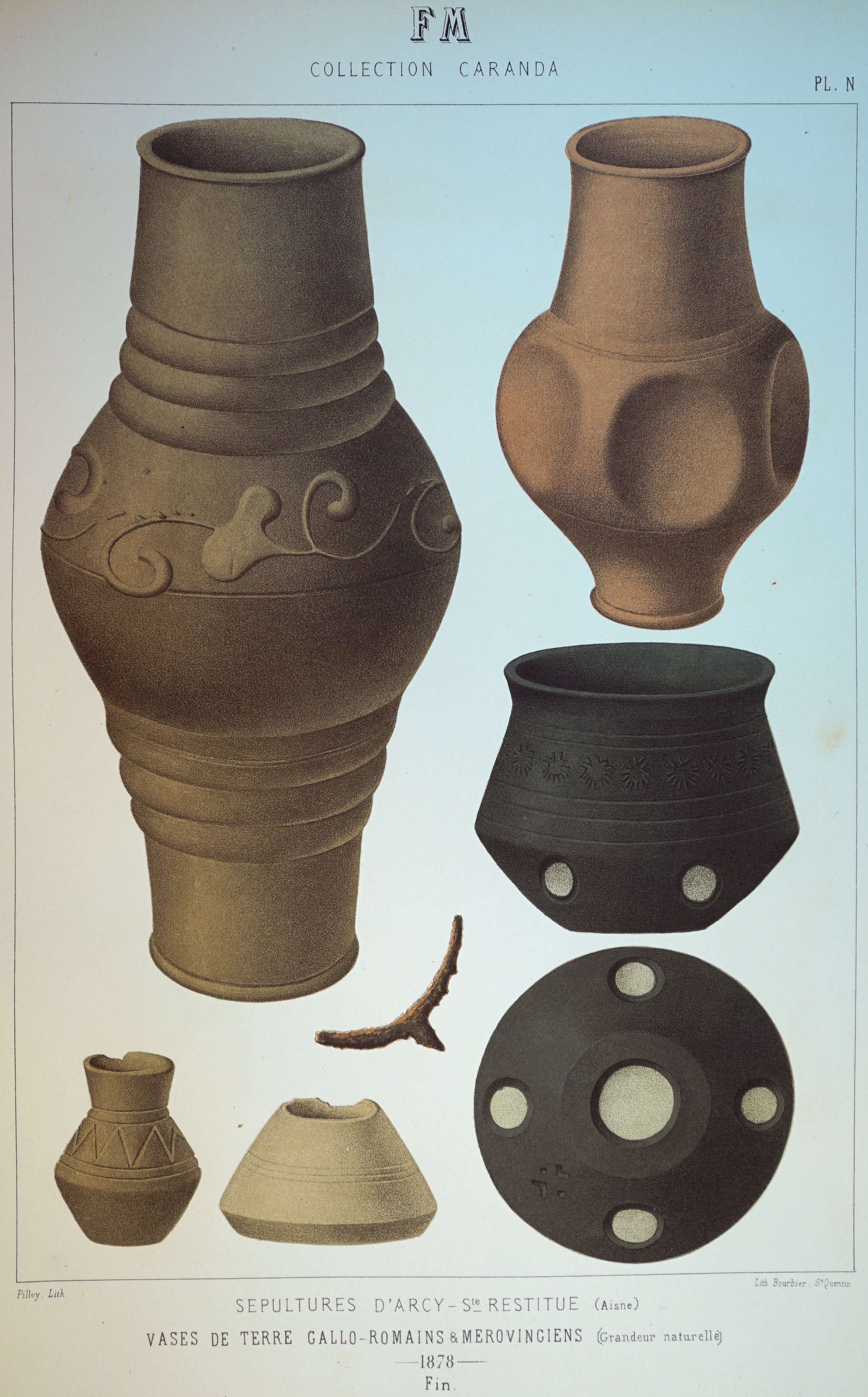
Oggetti
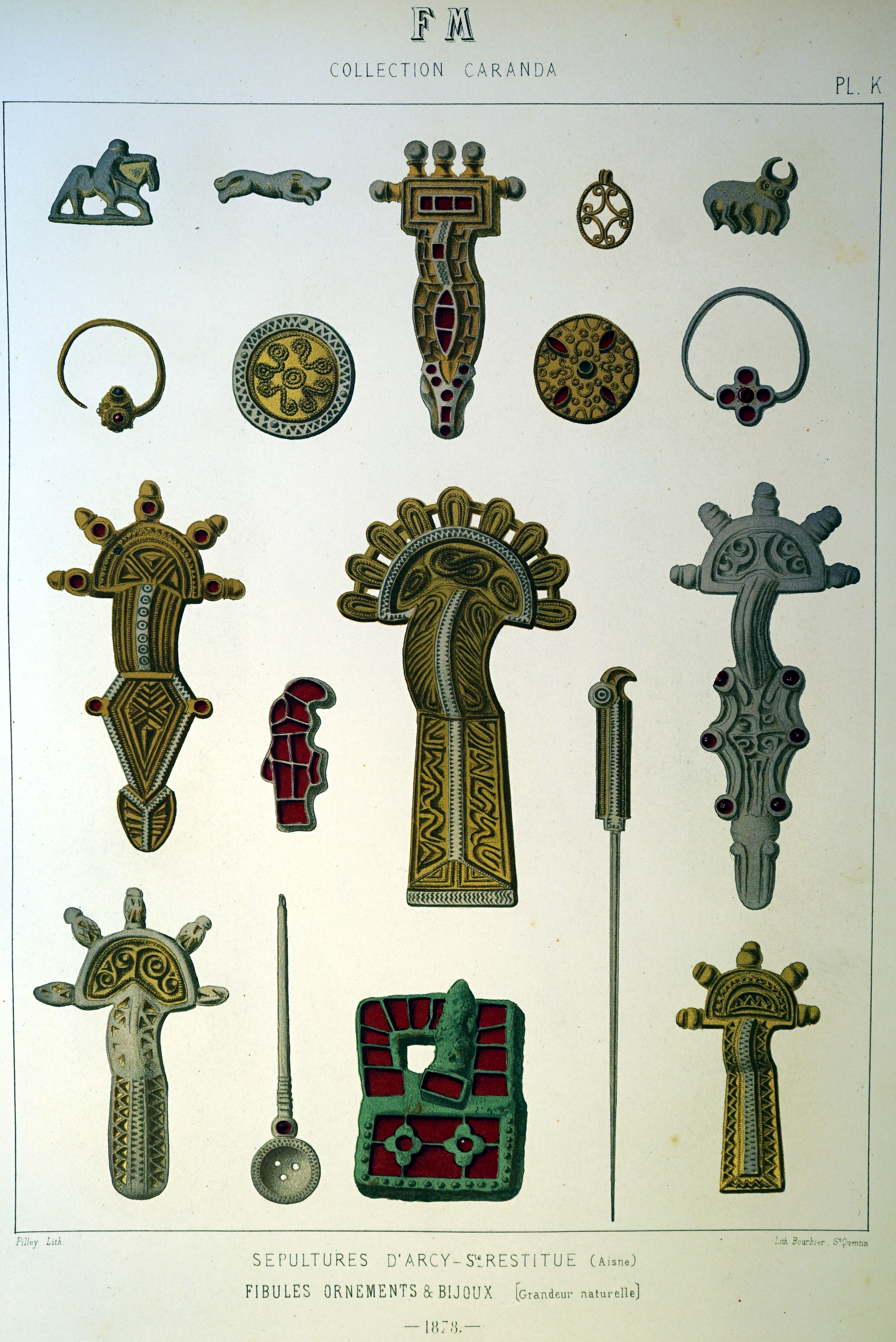
Fibule
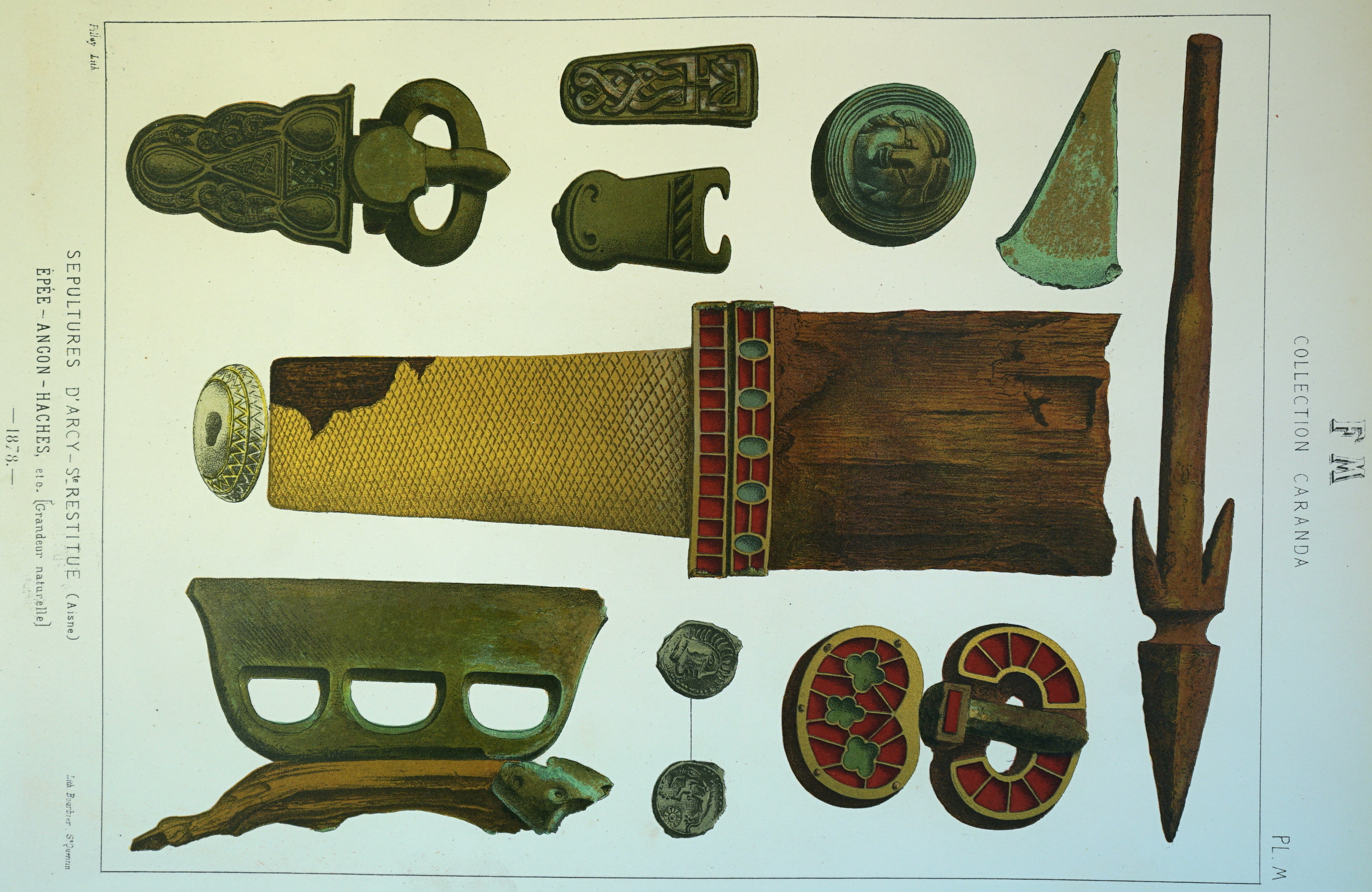
Spade.